# David Guterson
David Guterson (Seattle, 4 maggio 1956) è uno scrittore, docente e poeta statunitense.

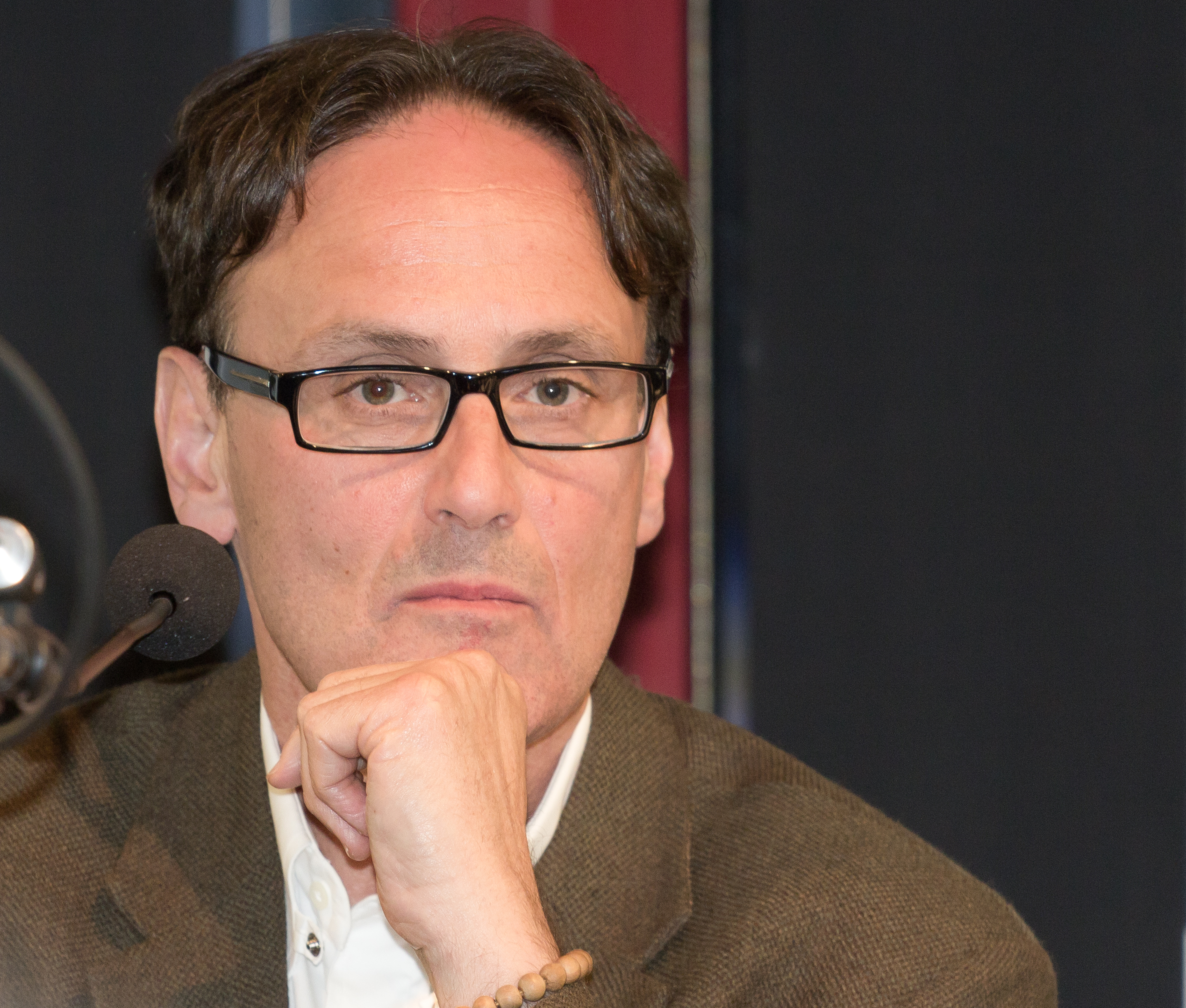
David Guterson

Dopo aver esordito nel 1989 con una raccolta di racconti, Il giorno in cui camminammo sulla luna (The Country Ahead of Us, the Country Behind), a cui è seguita nel 1992 la raccolta di saggi sulla famiglia e l'educazione Family Matters: Why Homeschooling Makes Sense, ha raggiunto il grande successo con il suo primo romanzo, La neve cade sui cedri (Snow Falling on Cedars) (1994), per il quale ha ricevuto il Premio PEN/Faulkner per la narrativa e da cui nel 1999 è stato tratto l'omonimo film.

## Opere
- Il giorno in cui camminammo sulla luna (The Country Ahead of Us, the Country Behind) (1989) - edizione italiana: Longanesi, 1997. ISBN 8830414395
- Family Matters: Why Homeschooling Makes Sense (1992)
- La neve cade su Cedars o La neve cade sui cedri (Snow Falling on Cedars)(1994).  Traduzione Mario Biondi. Anabasi, 1995. ISBN 8841710373 (con il titolo La neve cade su Cedars); Longanesi, 1996 (con il titolo La neve cade sui cedri)
- The Drowned Son (1996)
- Oltre il fiume (East of the Mountains) (1999) - Longanesi, 2000. ISBN 8830417130
- Nostra signora della foresta (Our Lady of the Forest) (2003) - Longanesi, 2004. ISBN 8830421219
- Un segreto di boschi e di stelle (The Other) (2008) - Longanesi, 2011. ISBN 9788830426948
- Ed King (2011)
- Songs for a Summons (2014)
- Problems with People: Stories (2014)